# Danny Hill
Pour les articles homonymes, voir Hill.
Daniel Ronald Louis Hill, couramment appelé Danny Hill, est un footballeur anglais, né le 1er octobre 1974 à Enfield, Angleterre. Évoluant au poste de milieu de terrain, il est principalement connu pour ses saisons à Tottenham Hotspur, Cardiff City et Dagenham & Redbridge.